# Teretrius rajah
Teretrius rajah är en skalbaggsart som först beskrevs av Lewis 1892.  Teretrius rajah ingår i släktet Teretrius och familjen stumpbaggar. Inga underarter finns listade i Catalogue of Life.